# Number 4 (álbum de Ling Tosite Sigure)
# 4 es el primer álbum de estudio de la banda de rock japonesa, Ling Tosite Sigure. Su lanzamiento se produjo el 9 de noviembre de 2005 bajo la distribución Nakano Records.

## Canciones
Todas las canciones son escritas por TK.

| N.º   | Título                                           | Duración |  |
| 1.    | «Azayaka na Satsujin (鮮やかな殺人)»             | 4:48     |  |
| 2.    | «Telecaster no Shinjitsu (テレキャスターの真実)» | 3:27     |  |
| 3.    | «Sadistic Summer»                                | 4:26     |  |
| 4.    | «Turbocharger ON (ターボチャージャーON)»         | 5:18     |  |
| 5.    | «Acoustic»                                       | 3:58     |  |
| 6.    | «O.F.T»                                          | 4:52     |  |
| 7.    | «CRAZY Kanjou STYLE (CRAZY感情STYLE)»            | 5:00     |  |
| 8.    | «Tornado G (トルネードG)»                        | 3:14     |  |
| 9.    | «Boukan (傍観)»                                  | 6:20     |  |
| 10.   | «TK in the Yuukei (TK in the 夕景)»              | 4:22     |  |
| 45:45 |                                                  |          |  |